# Mundur Wojska Polskiego Królestwa Kongresowego

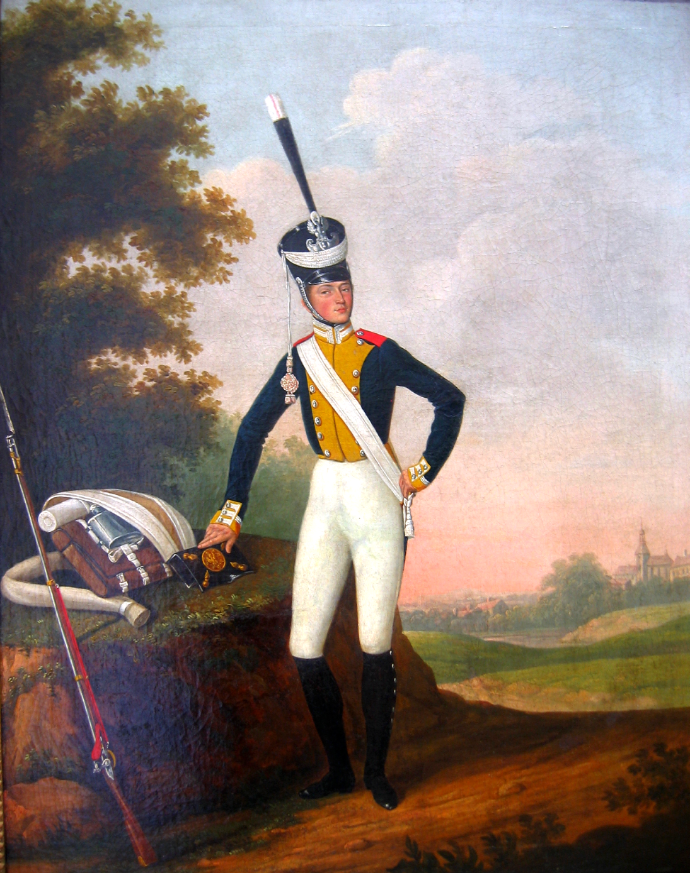
Sierżant gwardii pieszej

Mundur Wojska Polskiego Królestwa Kongresowego – ubiór żołnierzy polskich w latach 1815–1831.
W myśl Ustawy Konstytucyjnej z listopada 1815 roku wojsko Królestwa Polskiego zachowało „kolor swego munduru, ubiór właściwy i wszystko co się tyczy jego narodowości”.

## Umundurowanie gwardii

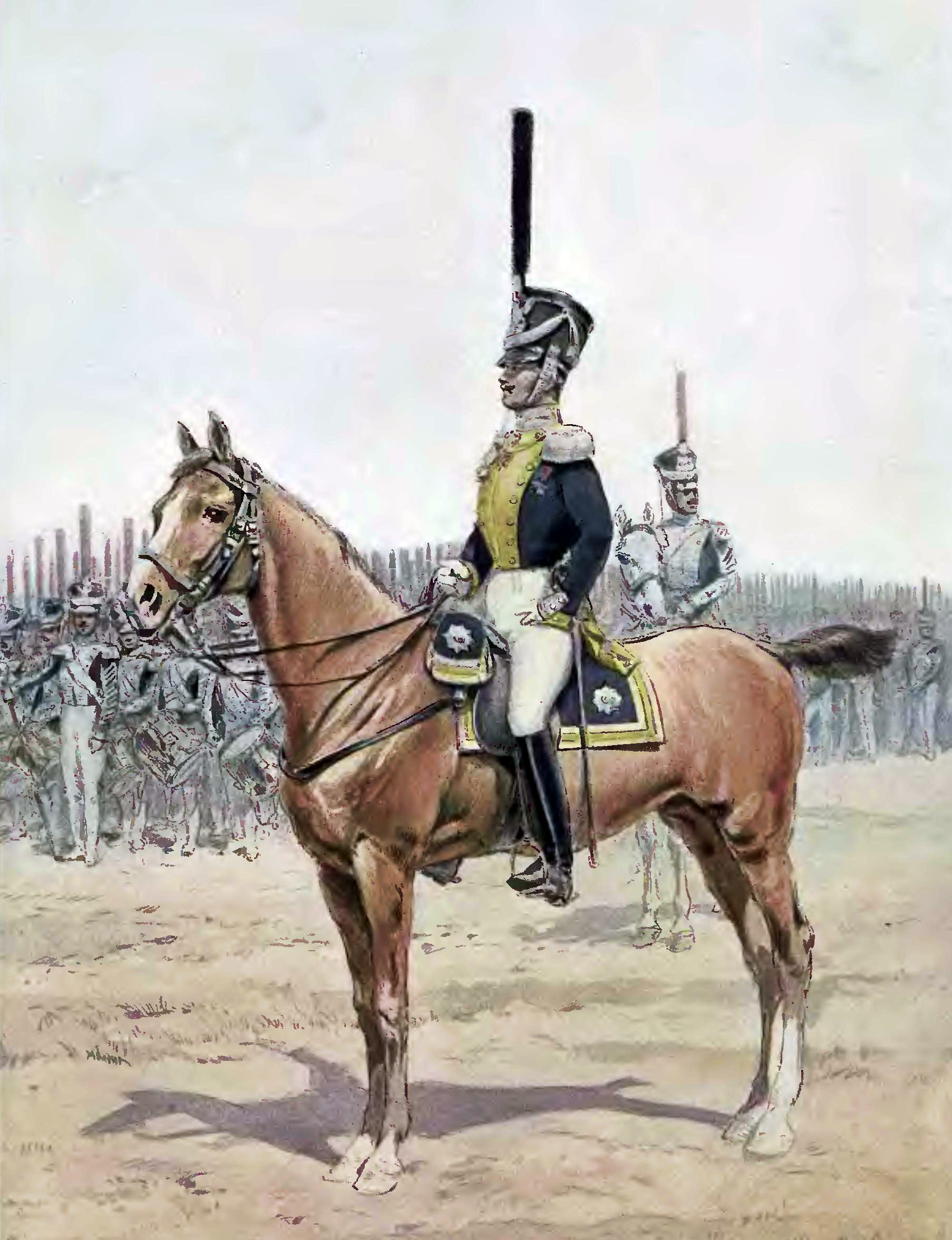
Grenadierzy gwardii

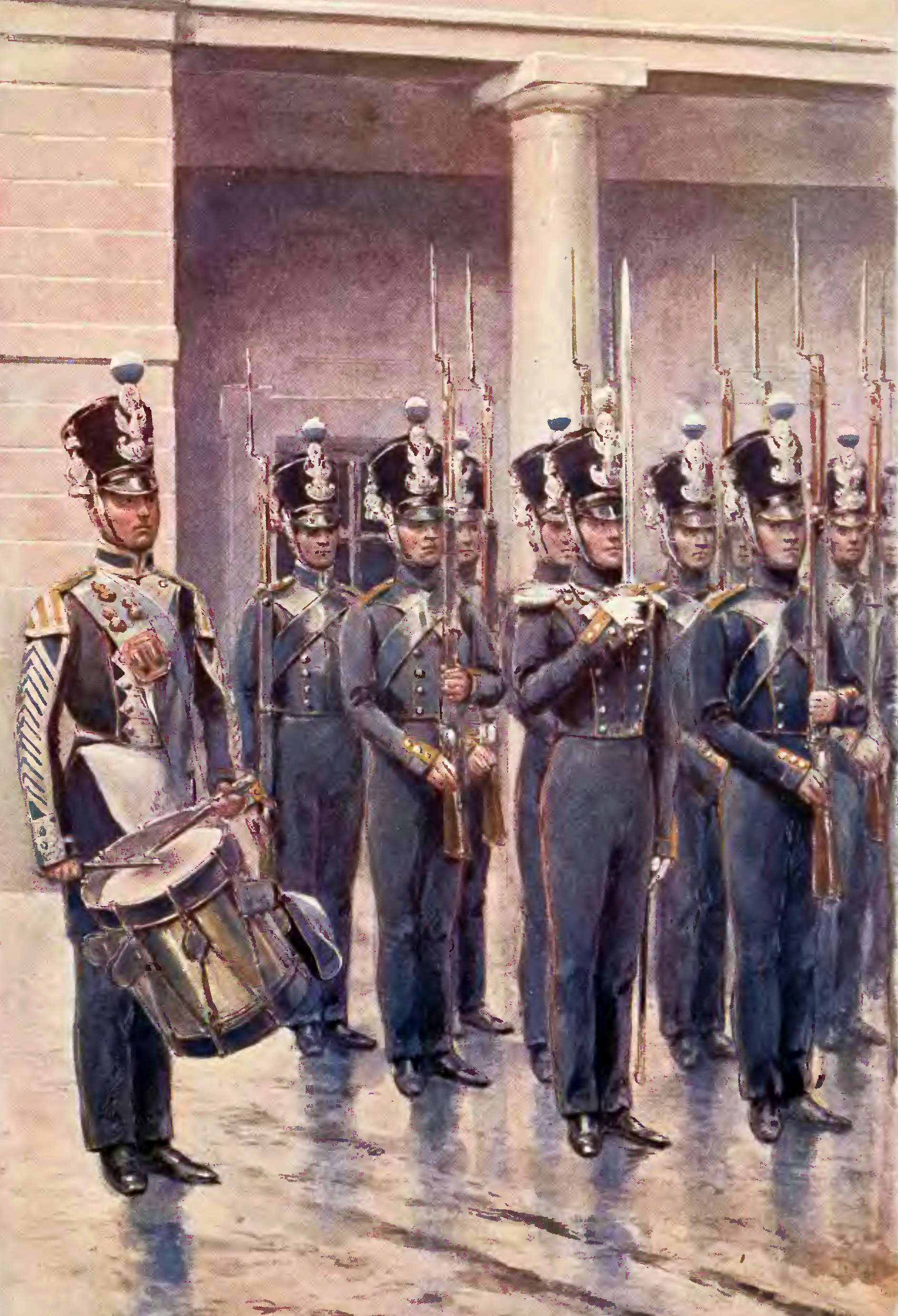
Żołnierze 1 pułku strzelców pieszych

Umundurowanie gwardii nie różniło się zasadniczo od umundurowania innych oddziałów tego samego rodzaju broni. Na kołnierzach i mankietach żołnierze gwardii naszyte mieli pętlice w formie podwójnych belek. Pętlica oficerów wykonana była ze srebrnej taśmy, szeregowi nosili pętlice białe. Na guzikach mundurów i na tarczy amazonek pod orłem na kaszkiecie, zamiast cyfry pułku,  gwardia nosiła wizerunek gorejącego granatu. Do 1818 roku grenadierzy nosili naramienniki żółte, a po zmianie barw – pąsowe. Podobnie zmieniono sukno, którym od spodu podszywano oficerskie epolety. 
W czaprakach artylerii gwardii lampas był czarny, aksamitny. Wszystkie trzy bronie gwardii używały czarnej, skórzanej ładownicy z żółtą, metalową gwiazdą pośrodku, a grenadierzy dodatkowo – z wizerunkiem granatu w każdym rogu.

## Mundur korpusu piechoty
Podstawową barwą korpusu piechoty był kolor granatowy i żółty.

### Żołnierze piechoty liniowej
Żołnierze piechoty liniowej nosili granatowe kurtki mundurowe z żółtymi wyłogami, kołnierzem i łapkami rękawów, z białymi guzikami. Na guzikach umieszczano numery pułku. Pułki różniły się kolorem naramienników. Mogły one być żółte, białe, niebieskie lub granatowe. Na naramiennikach wycinano numery dywizji. Te zaś były podłożone pod sukno czerwone lub żółte. Lejbik sukienny, biały, bez pół, miał dziewięć guzików w jeden rząd, kołnierz i żółte łapki przy rękawach, a patki, jak przy kurtkach paradnych. Przy lejbiku noszono zwykle okrągłą, granatową furażerkę  bez daszka, z żółtym otokiem i żółtą wypustką. W 1828 roku lejbiki wycofano.
Do granatowej kurtki noszono sukienne białe, obcisłe spodnie. W zimie noszono je wraz z długimi do kolan, czarnymi sukiennymi kamaszami, zapinanymi na dwanaście białych wypukłych metalowych guzików. Latem noszono białe, płócienne czechczery, z siedmioma płóciennymi guzikami, do dołu do połowy łydek. Na co dzień używano szarych spodni z lampasami i żółtą wypustką, wypuszczając je na wierzch ciżem. W 1826 roku wycofano białe i szare spodnie, wprowadzając w ich miejsce długie spodnie granatowe z żółtą wypustką. Od 1827 roku oficerowie używali letnich, białych czechczer i  płaszczy z peleryną. Na służbie nosili zaś półksiężycowaty ryngraf z białym orłem pośrodku. Oficerowie młodsi – ryngraf  srebrny, starsi – pozłacany. Przy ubiorze balowym stosowano białe jedwabne pończochy do płytkich czarnych trzewików. Spodnie paradne wykonane były  z białego sukna. Wpuszczano je w długie czarne buty o ostrych szpicach i rozdętych cholewach. Wzorcowy but przechowywany był w Belwederze.
Biały płaszcz piechoty zapinany był na sześć guzików, w jeden rząd. Posiadał  wysoki, zapinany na haftki, żółty kołnierz z białą wypustką. Od  1823 roku  wprowadzono płaszcze z sukna szaraczkowego. Ma zimę stosowano białe sukienne rękawice z jednymi palcem. 
Nakryciem głowy piechoty był czarny, filcowy kaszkiet z białymi kordonami.  Z przodu kaszkietu doczepiano orła z koroną i szponami z żółtego metalu stojącego  na tarczy amazonek. Na tarczy wybijano numer pułku. W tle głowy orła kokarda biała, włóczkowa, a nad nią pompon kulisty, włóczkowy. Fizylierzy 1 batalionu nosili pompony białe, kompanie fizylierskie drugiego – w górnej części białe, w dolnej granatowe. Woltyżerowie 1 batalionu - żółte, drugiego - żółto-granatowe. Grenadierzy nosili wysoką, czarną kitę włosianą. W 1826 roku wprowadzono wysokie kaszkiety rezygnując z girland i skrócono chwasty. Kaszkiet często pokrywano czarnym, ceratowym pokrowcem, na którym, przed 1824 rokiem wypisywano żółtą farbą znak kompanii.
Umundurowania dopełniał tornister ze skóry cielęcej, z białymi pasami. Na tornister kładziono wałek płócienny. Od roku 1826 zmieniono pasy do tornistra i zamiast wałka płóciennego noszono futerał na zwinięty płaszcz z czarnej ceraty.
Żołnierz występujący bez tornistra rolował płaszcz i nosił go przez pierś lub przytroczony do ładownicy. 
Felcech był z białej taśmy u grenadierów z czerwonymi pomponami, z żółtymi  u woltyżerów i białymi u fizylierów. 
Ładownica z czarnej lakierowanej skóry ozdobiona była bombą gorejącą. Grenadierzy i woltyżerowie mieli na ładownicach granat o trzech płomieniach, fizylierzy o jednym. Do ładownicy przytroczony był czarny, ceratowy pokrowiec z literami jak na opończach ceratowych na kaszkietach. Lederwerki i bandolier do pałasza lub do pochwy bagnetu wykonany był z białej, kredowanej skóry.
Podoficerowie nosili na kurtkach paradnych na kołnierzu i wyłogach rękawów, srebrne galony. Muzykanci i dobosze posiadali kurtki paradne ozdobione białymi włóczkowymi taśmami z żółtym paskiem na kołnierzu, rabatach, rękawach, wyłogach rękawów, na połach i na szwach.
Tambormajor, zamiast taśm, miał srebrne galony, a przy każdym guziku, srebrny kutasik
Przy mundurze małym oficerowie piechoty nosili kapelusz z czarnym piórem, a jako codzienne nakrycie głowy służyła furażerka z daszkiem. Frak mundurowy szyto granatowego sukna i ozdabiano żółtymi wyłogami. 
Pod szlifami umieszczano podszewkę z sukna tego koloru, co naramienniki żołnierzy. Same szlify były z taśmy srebrnej. Surdut granatowy z kołnierzem i żółtymi łapkami rękawów zapinany był  na dwanaście wielkich guzików, w dwa rzędy.

### Strzelcy piesi
Ubiór strzelców pieszych był podobny do ubioru  piechoty liniowej. Różnice występowały w barwie. Przy granatowej kurtce paradnej kołnierz, wyłogi na piersiach, rękawach i połach były  również granatowe, a wypustki żółte. Naramienniki, w zależności od pułku, były barwy żółtej lub granatowej z żółtą wypustką. Numer dywizji był odpowiednio czerwony lub żółty. Od 1822 kompania karabinierska 1 psp nosiła literę M z koroną.
Granatowy lejbik strzelca pieszego posiadał żółtą wypustkę na kołnierzu i rękawach. Granatowe spodnie sukienne miały żółtą wypustkę, lederwerki były czarno lakierowane, a kołnierz od płaszcza – granatowy z wypustką żółtą. 
Na głowie strzelec pieszy nosił granatową furażerkę z trzema żółtymi wypustkami, a na ładownicy umieszczano numer pułku. Również frak mundurowy miał granatowe wyłogi. Kołnierz i wyłogi rękawów posiadały żółtą wypustką. Szare spodnie codzienne posiadały granatowe lampasy i żółtą wypustką pośrodku. Czaprak był bez żółtego lampasu.

## Umundurowanie korpusu jazdy

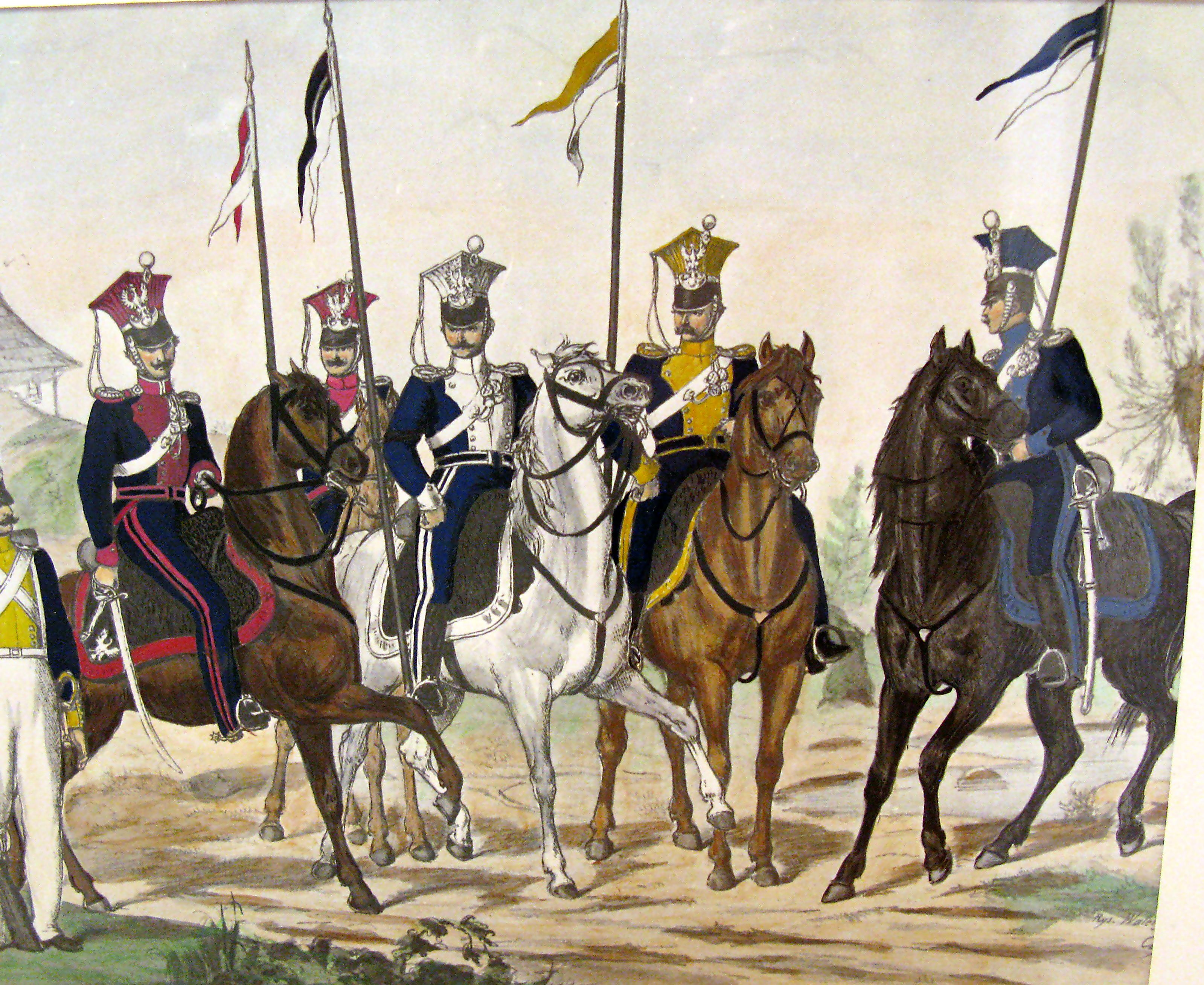
Ułani Królestwa Kongresowego

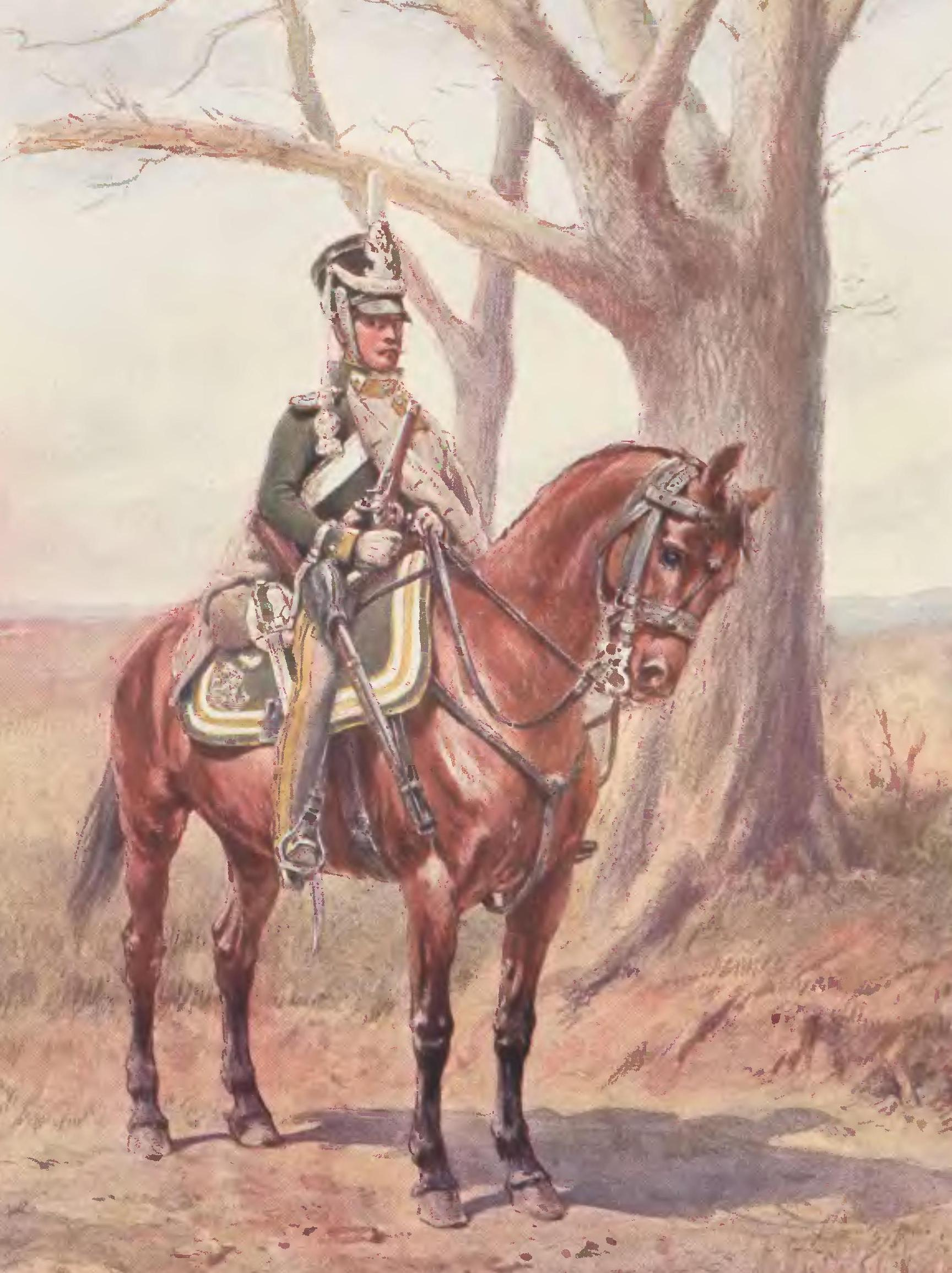
Strzelec konny

### Ułani
Ułani nosili czapkę ułańską, o wysmuklonym kształcie. W części górnej czapka miała kolor pułkowy. Oficerowie na kokardzie przy czapce nosili złocony krzyż kawalerski, nad nim kitkę lub pompon; z prawego rogu czapki zwisał długi etyszkiet z chwastami. Granatowa kurtka ułańska miała wyłogi, wypustki i kołnierz barwy pułkowej. Kołnierz na surducie, lejbik i płaszcz miały również barwy pułkowe. Proporczyki przy lancy w części górnej miały kolor pułkowy, u dołu – biały. Ułańskie wąsy mogły być długie.

### Strzelcy konni
Strzelcy konni  nosili kurtkę szaserską  z zielonego sukna. Posiadała ona jeden rząd białych guzików  z numerem pułku, nie posiadała  natomiast wyłogów napierśnych, a jedynie patki na kołnierzu, łapki przy rękawach i wypustki w kolorach pułku. Naramienniki z białej blachy wycinanej w łuskę, podszyte suknem w kolorze pułkowym. Saszerskie ciemnozielone  spodnie paradne z szerokimi lampasami w kolorze pułkowym, miały u dołu skórzane karwasze dochodzące do kolan. Lederwerek wykonany był z  białej skóry. 
Mundur codzienny składał się z zielonego lejbika z wypustkami koloru pułkowego na kołnierzu i rękawach oraz naramiennikach z zielonego sukna. Szaraczkowate rajtuzy podszyte były skórą. Na  głowie szaser nosił zieloną furażerkę z trzema kolorowymi wypustkami.
Strzelcom konnym przysługiwał też kaszkiet z przytroczonym orłem na tarczy amazonek i numerem pułku. Na ceratowym pokrowcu malowano literę „S" i cyfrę z numerem szwadronu. W niepogodę noszono biały płaszcz z kołnierzem z wypustką i kolorowymi patkami, ale bez rozcięcia z tyłu. Płaszcz był na tyle obszerny, że zapewniał osłonę mantelzaka i zadu końskiego. Szary mantelzak zapinano na sześć guzików, ładownica wykonana z czarnej, lakierowanej skóry, z białym orłem, lederwerki białe.
Mundury podoficerów, muzykantów i trębaczy wyróżniały się jak w piechocie. 
Oficerom przysługiwał kaszkiet, kurtka paradna ze szlifami z metalowej łuski, surdut zielony z kołnierzem z kolorowymi wyłogami rękawów.
Wicemundur posiadał długie poły. Do tego noszono obcisłe zielone spodnie. Do butów huzarskich noszono spodnie paradne, jak u żołnierzy, lecz nie obszyte skórą. Do użytku codziennego używano szarych spodni i płaszcza z peleryną. Do munduru małego noszono kapelusz z pióropuszem białym, o piórach opadających, z koniuszkami karmazynowymi, z podpinką rzemienną.
Na co dzień używano furażerki z daszkiem. Na służbę przypinano czarną ładownicę z orłem srebrnym i srebrnym okuciem, na taśmie srebrnej z tarczą, klamrą i przetyczkami. Płaszcz z czarnym rzemiennym temblakiem, przerabianym srebrem.

## Mundury korpusu artylerii i inżynierii
Korpus wyróżniał się barwą zieloną, z czarnymi dodatkami. 

### W artylerii pieszej
W artylerii pieszej na głowie noszono czarny kaszkiet z pomponem i czerwonymi kordonami. Podpinka była z żółtego materiału, z granatem na guzach. Orzeł z białej blachy nie posiadał tarczy amazonek. Wsparty był na dwóch skrzyżowanych lufach armatnich.
Artylerzysta nosił zieloną kurtka z wyłogami, kołnierzem i czarnymi mankietami rękawów. Wypustki były pąsowe i takie jak na kołnierzu, patki na rękawach. Kurtka zapinana była na żółte guziki metalowe z wyobrażeniem granatu z płomieniem nad dwiema skrzyżowanymi lufami. Naramienniki z pąsowego sukna posiadały wycięte  cyfry "1" lub "2" z podkładką z żółtego sukna. Lejbik posiadał kolor zielony z czarnym kołnierzem, wypustkami pąsowymi na kołnierzu i rękawach, z guzikami mundurowymi i naramiennikami jak przy kurtce. Lederwerki były białe, a na ładownicy widniał żółty granat metalowy, o trzech płomieniach.
Rakietnicy piesi ubrani byli jak artylerzyści piesi, tylko na naramiennikach mieli żółtą literę "R".

### Artyleria konna

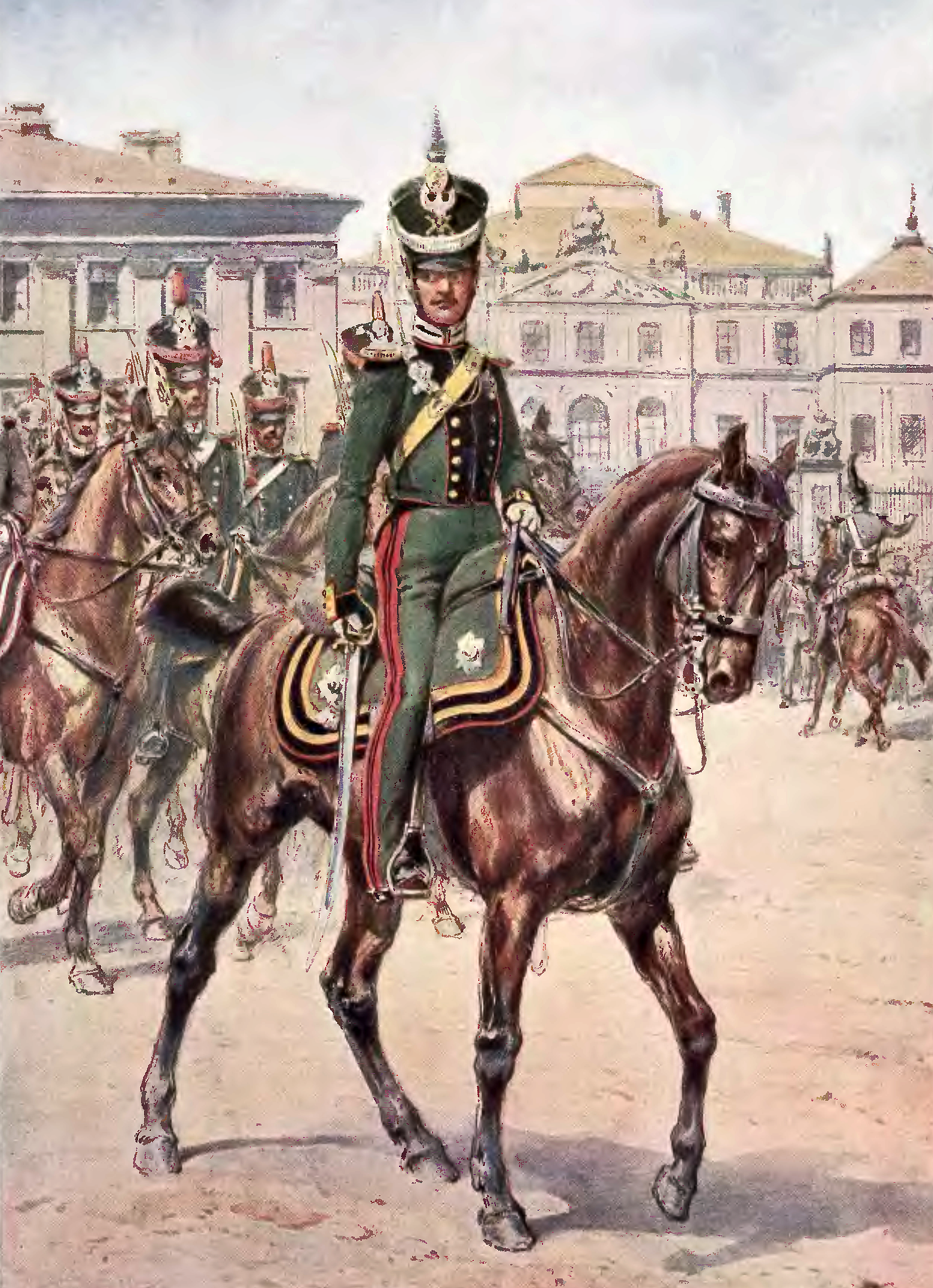
Oficer artylerii konnej

Artylerzyści konni i rakietnicy konni nosili kaszkiety identyczne jak strzelcy konni. Kaszkiet posiadał czerwony kordon z podłużnym pąsowym pomponem, a od 1827 roku z pompon kulisty z białym orłem nad dwiema skrzyżowanymi lufami, z podpinką z metalowych żółtych łusek. 
Zielona kurtka artylerzystów konnych posiadała czarne wyłogi, pąsowe wypustki, żółte guziki z wybitym granatem płomienistym i dwoma lufami.
Zielony lejbik sukienny posiadał pąsowe wypustki. Spodnie paradne również zielone z pąsowymi lampasami. Spodnie podszyte były skórą do kolan. Jako strój codzienny używano szarych. Szary płaszcz posiadał czarny kołnierz, pąsową wypustkę i pąsową patkę. Żółte szlify podszyte były pąsowym suknem. Na głowie noszono zieloną furażerkę z czarnym otokiem i trzema pąsowymi wypustkami. Felcechy z czerwonymi pomponami. Ładownica posiadała dwie na krzyż ułożone lufy z żółtego metalu. Lederwerki były białe, a czaprak barankowy czarny, z lampasem pąsowym.

### Saperzy i inżynieria
Oficerowie korpusu inżynierów nosili mundur zielony. Kurtka z wyłogami, kołnierzem i czarnymi mankietami rękawów. Wypustki były pąsowe, a na rękawach czarna aksamitna łapka. Przysługiwał im też kapelusz, z czarnym pióropuszem<. Od 1819 roku saperzy nosili pąsowy naramiennik z wyciętą literą "S", podszytą żółtym suknem. Do prac stosowano czarny żelazny kask lub czarny kirys.
W Batalionie Saperów noszono mundur jak w artylerii pieszej, a broń i oporządzenie jak w piechocie liniowej.
W  1825 zmieniono guziki żółte na białe. Patki rękawów wykonane z czarnego sukna. Do 1819 roku stosowano naramiennik czarny, od 1819 pąsowy z literą "S" podszytą żółtym suknem. Na patrontaszach granat o trzech płomieniach.
Żołnierze korpusu pociągów występowali w kaszkiecie z przytroczonym orłem na tarczy amazonek. Nosili szarą kurtkę z niebieskimi wypustkami, naramiennikami i mankietami oraz czerwonymi patkami na kołnierzu, spodnie szare z niebieskimi lampasami lub wypustkami.

## Mundur żandarmerii

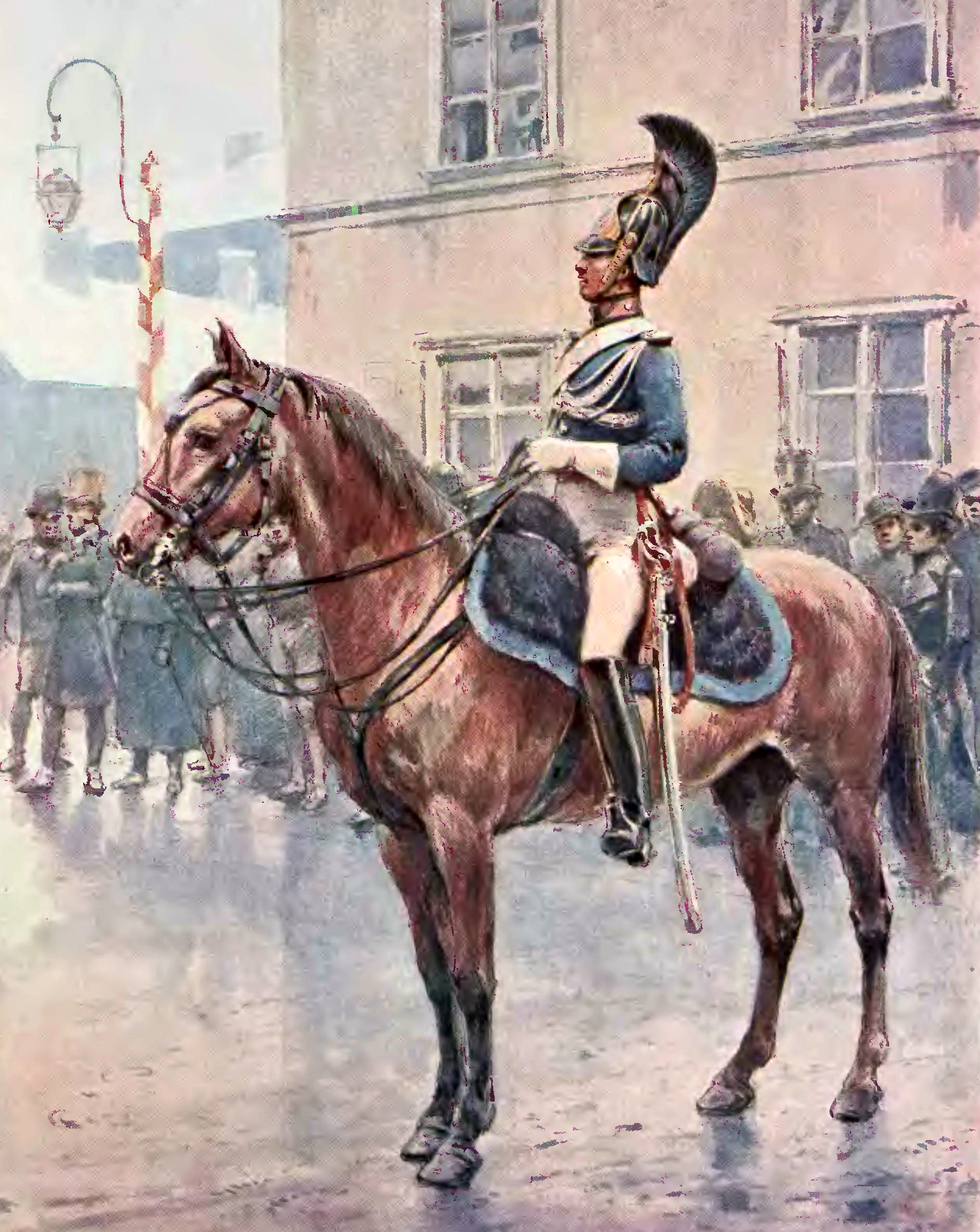
Żandarm

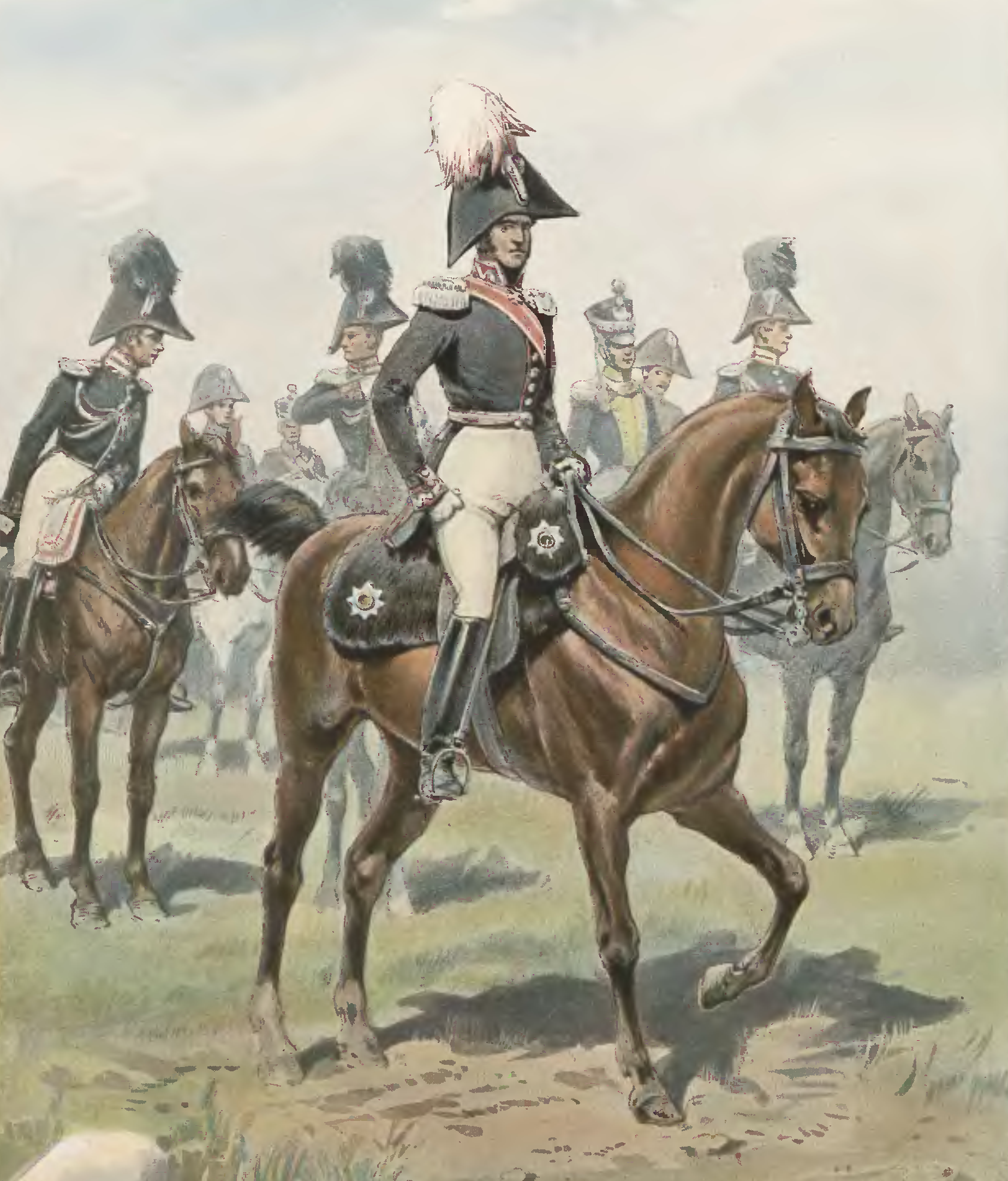
Generał Królestwa Polskiego

W korpusie żandarmerii stosowano kask z czarnej lakierowanej skóry według modelu rosyjskiego z roku 1808. Kask posiadał wysoki grzebień z czarnego włosia i biały orzełek na mosiężnej blasze, z mosiężną podpinką. Żandarm nosił kurtkę błękitna z karmazynowymi wyłogami rękawów, patkami na kołnierzu i wypustkami. Guziki z wyobrażeniem granatu, a na lewym ramieniu białe włóczkowe akselbanty, u oficerów – srebrne.
Spodnie paradne – białe sukienne, ale oficerowie nosili  zazwyczaj łosiowe. Do długich butów przybijano ostrogi. Lejbik codzienny, płaszcz oraz surdut oficerski – krojem jak u strzelców konnych. Na głowie noszono błękitną furażerkę z trzema karmazynowymi wypustkami. Mundur dopełniały rękawice z mankietami i czaprak barankowy z błękitnym lampasem.

## Mundur generałów, adiutantów i weteranów
Generalicja i adiutanci nosili frak ze  złotym haftem o specjalnym wzorze. Także  akselbanty były złote. Noszono je  na prawym ramieniu. Guziki z orłem i wszystkie inne ozdoby były barwy złotej. Wyjątek stanowiły  szarfy, felcech i gwiazdki na czapraku. Na złotych szlifach umieszczono cyfry królewskie srebrne, ze srebrną koroną. Czaprak był zazwyczaj biały, z białymi galonami. Mógł też być z czarnego niedźwiedziego futra.  
Na mundurze fligel-adiutanta widniał haft srebrny i srebrne szlify. Adiutanci polowi generałów nosili frak granatowy z kołnierzem, łapkami na rękawach oraz wyłogami pół karmazynowymi i białymi wypustkami. Na kołnierzu i rękawach umieszczano srebrne belki. Srebrne akselbanty  noszono na prawym ramieniu.
W piechocie adiutanci używali białych spodnie, a w jeździe granatowych z karmazynową wypustką. Do kapelusza noszonego wzdłuż w piechocie doczepiali czarny pióropusz, a w jeździe biały z końcami karmazynowymi.
Szczegółami mundurowymi różnili się także oficerowie sztabu głównego, sztabu kwatermistrzostwa generalnego i innych służb. 
Generał Naczelny Administracji miał na kołnierzu haft ciągły w kształcie łańcuszka, „liściami przerabiany” oraz dwie belki z każdego boku kołnierza, takiż sam haft na łapkach rękawów.
Osobny mundur przysługiwał weteranom i inwalidom. Był  podobny do ubioru strzelców pieszych, ale kurtka miała barwę niebieską. Zapinana była na dziewięć guzików w jeden rząd, spodnie długie, niebieskie, z wypustką, kaszkiet bez kordonów, pod orłem litera "I" lub "W".